# Беляев, Виктор Николаевич
Виктор Николаевич Беляев (28 марта 1896, Московская губерния — 25 июля 1953, Москва) — советский авиаконструктор, глава ОКБ-4; один из основоположников науки о прочности металлических самолётов, профессор.

## Биография
Виктор Николаевич родился в семье инженера, основателя Верхне-Волжской железной дороги Николая Васильевича Беляева.
До революции учился в Московском университете на математическом отделении. После революции ему удалось продолжить обучение в течение коротких промежутков времени в Московском политехническом институте (1920—1922) и одновременно в 1-м МГУ (1922—1923).
С 1918 года работал, в числе прочих, на железной дороге, преподавал, а с 1925 года в авиационной промышленности инженером по прочности в КБ Д. П. Григоровича.
В 1926 году он перевёлся в ЦАГИ, в конструкторское бюро А. Н. Туполева в бригаду В. М. Петлякова, где участвовал в проведении расчётов на прочность самолётов АНТ-6, АНТ-7, АНТ-9, АНТ-14, АНТ-20. Вскоре бригада Петлякова преобразована в отдельное конструкторское бюро, в котором с 1931 года В. Н. Беляев занял должность начальника расчётной бригады. В 1930 году Виктор Николаевич начал работать по совместительству научным сотрудником в отделе прочности ЦАГИ.
В начале 1930-х годов Беляев создал планёр БП-2 (ЦАГИ-2), прообраз задуманного им необычного самолёта.
В августе 1934 года на планерном слёте в Коктебеле полёты планёра показали отличные лётные качества.
В 1935 Виктор Николаевич закрепил свой успех, создав рекордный планёр БП-3, который совершил первый полёт 18 июня 1935 года.Аэродинамическое качество планёра оказалось высоким — 33 единицы.
В 1935 году АвиаВНИТО (Авиационное Всесоюзное научное инженерно-техническое общество) и газета «За рулём» объявили конкурс на скоростной транспортный самолёт. Конструкторская группа Беляева представила на него проект двухмоторного и двухфюзеляжного самолёта необычной схемы, получившего название АвиаВНИТО-3. Проект вошёл в число победителей конкурса и рекомендован к постройке, однако ни один из конкурсных самолётов не построен.
В 1937 году в инициативном порядке на основе проекта АвиаВНИТО-3 конструкторский коллектив начал разработку бомбардировщика (ДБ-ЛК).
В 1939 году Виктор Николаевич назначен одним из главных конструкторов Завода особых конструкций ЦАГИ.
В июле 1940 года ему присвоили степень главного конструктора третьей категории совместно с авиаконструкторами А. И. Микояном, М. И. Гуревичем, Н. И. Камовым и другими.
После возвращения из эвакуации в 1943 году и до последних дней жизни В. Н. Беляев работал в ЦАГИ.
В 1940 году без защиты диссертации ему присвоили учёную степень доктора технических наук, а в 1946 году — звание профессора. Похоронен на Захарьинском кладбище на юго-западе Москвы.

## Летательные аппаратыБеляева
БП-2 (ЦАГИ-2).
БП-3 — рекордный планёр бесхвостой схемы с крылом обратной стреловидности, с центральной частью в виде «чайки». Первый полёт 18 июля 1935 года. По неподтверждённым данным несколько БП-3 построили в мастерских школы морских лётчиков в Ейске.
Характеристики БП-3:
- Экипаж — 2 чел.
- Размах крыла — 20 м.
- Вес пустого аппарата — 400 кг.
- Аэродинамическое качество — 33:1.

УК-1А — экспериментальный самолёт с «упругим крылом».
ЭОИ — экспериментальный одноместный истребитель.
ДБ-ЛК (см. en:Belyayev DB-LK) — дальний бомбардировщик конструкции летающее крыло (бесхвостка) с двумя кабинами над двигателями.
ДБ-ЛК построен один экземпляр, летал в 1939 году, а в 1940 году пролетел на московском параде над Красной площадью. В испытаниях превзошёл по скорости ДБ-3 и СБ, но уступил им по дальности и высоте полёта. В серийное производство не допущен и списан на слом с началом Великой Отечественной войны.

## Награды
- Орден Трудового Красного Знамени (1931, 16.09.1945).[3]

## Семья
Отец — основатель и председатель Общества Верхне-Волжской железной дороги Николай Васильевич Беляев, мать — Александра Александровна, происходила из семьи купцов Алексеевых, эмигрировала в Ниццу.
Старшие братья и сестра также эмигрировали после революции: Александр (1891—1977) — в Берлин, Николай (1892—1969) — в Париж, Ксения (1894—1985) — в Ниццу.
Братья Алексей (1897—?), Лев (1899—?), Давид (1901—?) остались в СССР.